# Davinson Atehortúa
Davinson Atehortúa (Vegachí, Colombia; 4 de enero de 1985) es un exfutbolista Colombiano. Jugaba de Centrocampista.

## Clubes
| Club                   | País     | Año  |
| ---------------------- | -------- | ---- |
| Bogotá F.C.            | Colombia | 2011 |
| Llaneros F.C.          | Colombia | 2012 |
| Cerro Largo            | Uruguay  | 2013 |
| Río Abajo F.C.         | Panamá   | 2014 |
| Sporting San Miguelito | Panamá   | 2018 |